# Алая роза (фильм, 1951)
«Алая Роза» — французский кинофильм с Луи де Фюнесом.

## Сюжет
Вечером в знаменитом кабаре «Красная Роза» срывается выступление Братьев Жак, которые не смогли приехать. Их срочно пытаются заменить артистами кабаре, чтобы спасти вечернее представление, на которое приехала известная актриса Эвелин Дорсей с целью подбора партнёра для своего следующего фильма «Кармен».

## Интересные факты
- Луи де Фюнес исполняет роль поэта Манито, который грызёт стаканы.